# ده شیخان (بروجرد)
ده شیخان (بروجرد)، روستایی از توابع بخش مرکزی شهرستان بروجرد در استان لرستان ایران است.بیشتر فعالیت این روستا کشاورزی و دامپروری می باشد.نام خانوادگی غالب در این روستا، پارسا می‌باشد.
دارای یک واحد گاوداری پرورش گاو مدرنیزه میباشد

## جمعیت
این روستا در دهستان والانجرد قرار دارد و براساس سرشماری مرکز آمار ایران در سال ۱۳۸۵، جمعیت آن ۳۸۶ نفر (۱۰۱خانوار) بوده‌است.